# Monumento funebre al cardinale La Grange

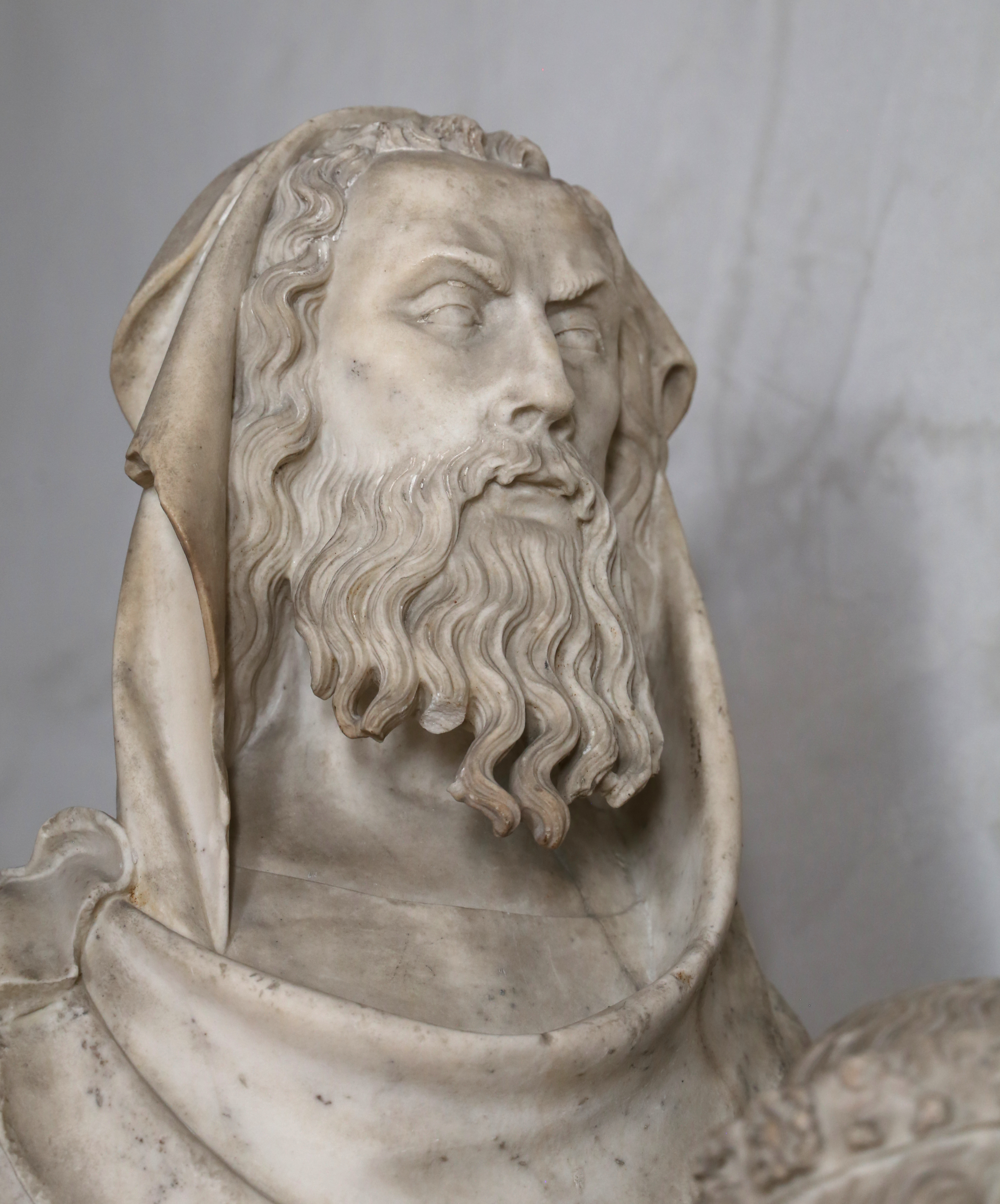
Un apostolo

Il monumento funebre al cardinale La Grange si trova nel Musée du Petit Palais ad Avignone. Risale al 1403 ed è un importante esempio di scultura tardogotica pervenutoci.

## Storia
Il cardinale Jean de La Grange morì ad Avignone nel 1402 e qui venne sepolto nel coro della chiesa di San Marziale. Il monumento per la sua sepoltura, del 1403, ci è giunto gravemente danneggiato, ma un disegno della fine del XVII secolo conservato alla Biblioteca vaticana e il confronto con altre opere successive ci ha permesso di conoscerne la forma originaria, fatta di ben sette livelli sovrapposti e coronati da una cuspide gotica.
Al di sopra del corpo del cardinale, in lettere gotiche, vi è inciso: «Spectaculum facti sumus mundo ut majores et minores in nobis clare videant ad quem statum redigentur, neminem excludendo, cujusvis status sexus vel ætatis. Ergo miser cur superbis, nam cinis es et in cadaver fetidum, cibum et escam vermium ac cinerem, sic et nos, reverteris».
Il monumento è stato rimosso e parzialmente distrutto, ma i suoi frammenti sono stati ricomposti nel Museo del Petit Palais.

## Descrizione

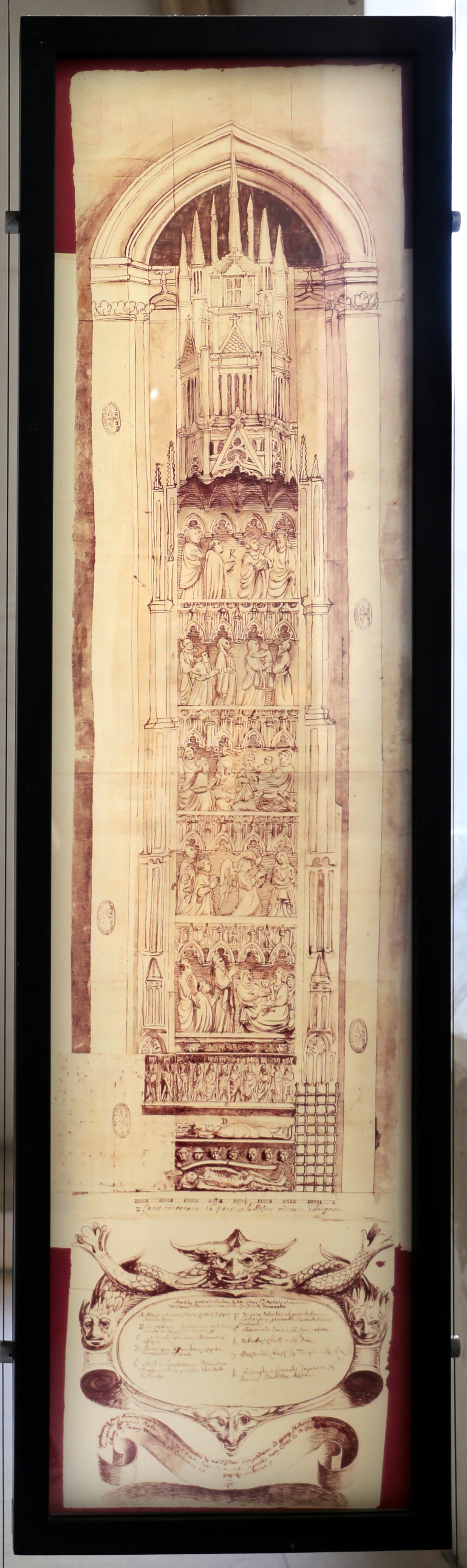
Fac simile di un disegno della tomba nel suo aspetto originario (originale nella BNCR, fondo Barberini, ms. lat. 4426, f. 25)

La parte più interessante del monumento era la lastra frontale scolpita, incassata tra due piedritti laterali che componevano l'involucro di pietra per la cassa.
In basso è raffigurato un cadavere in putrefazione, ruotato leggermente verso l'alto in modo da permetterne una visione più diretta, secondo il gusto brutalmente macabro dell'espressionismo tardo gotico, volto a impressionare i fedeli che osservavano. La parte ancora più sorprendente era nel registro superiore della lastra, dove si trovavano sette teste dei più alti gradi sociali dell'epoca, rappresentate in vari stadi di putrefazione, con un cartiglio che ammonisce sul destino comune della morte. Le teste sono perdute e resta traccia solo nei rilievi dei cappelli e di altri paramenti, che permettono di riconoscere un cardinale e un papa.
Il tema era quello del memento mori, già presente nell'iconografia del XIV secolo, come nell'Incontro dei tre vivi e tre morti o nelle danze macabre. Ma in questo caso l'immagine ha un'inusitata violenza realistica, che rappresenta uno dei primissimi esempi conosciuti di un'iconografia che si diffuse poi nella scultura funeraria della Francia dell'Est per tutto il XV secolo.

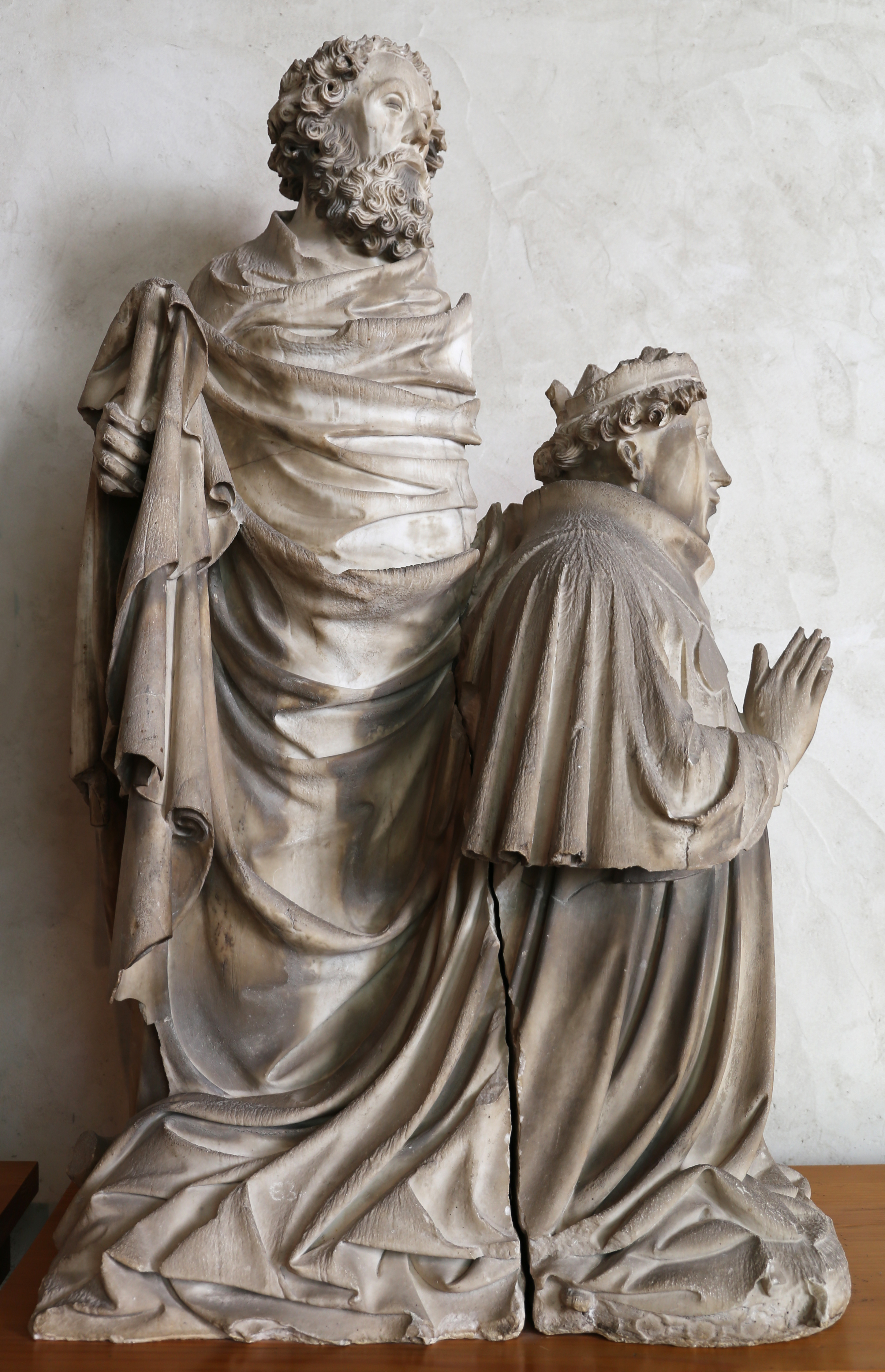
Carlo VI presentato da san Jacopo
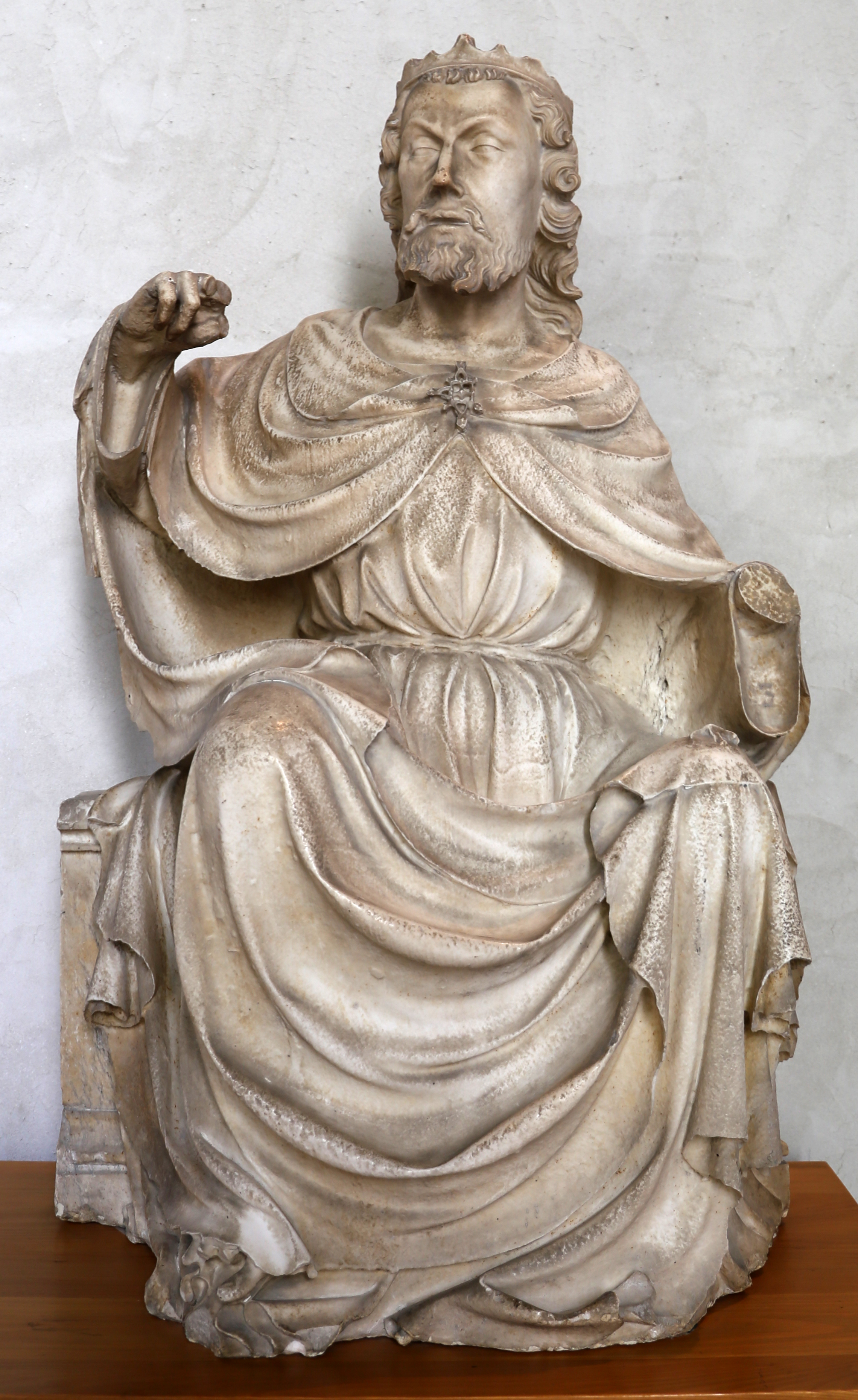
Cristo che incorona la Vergine
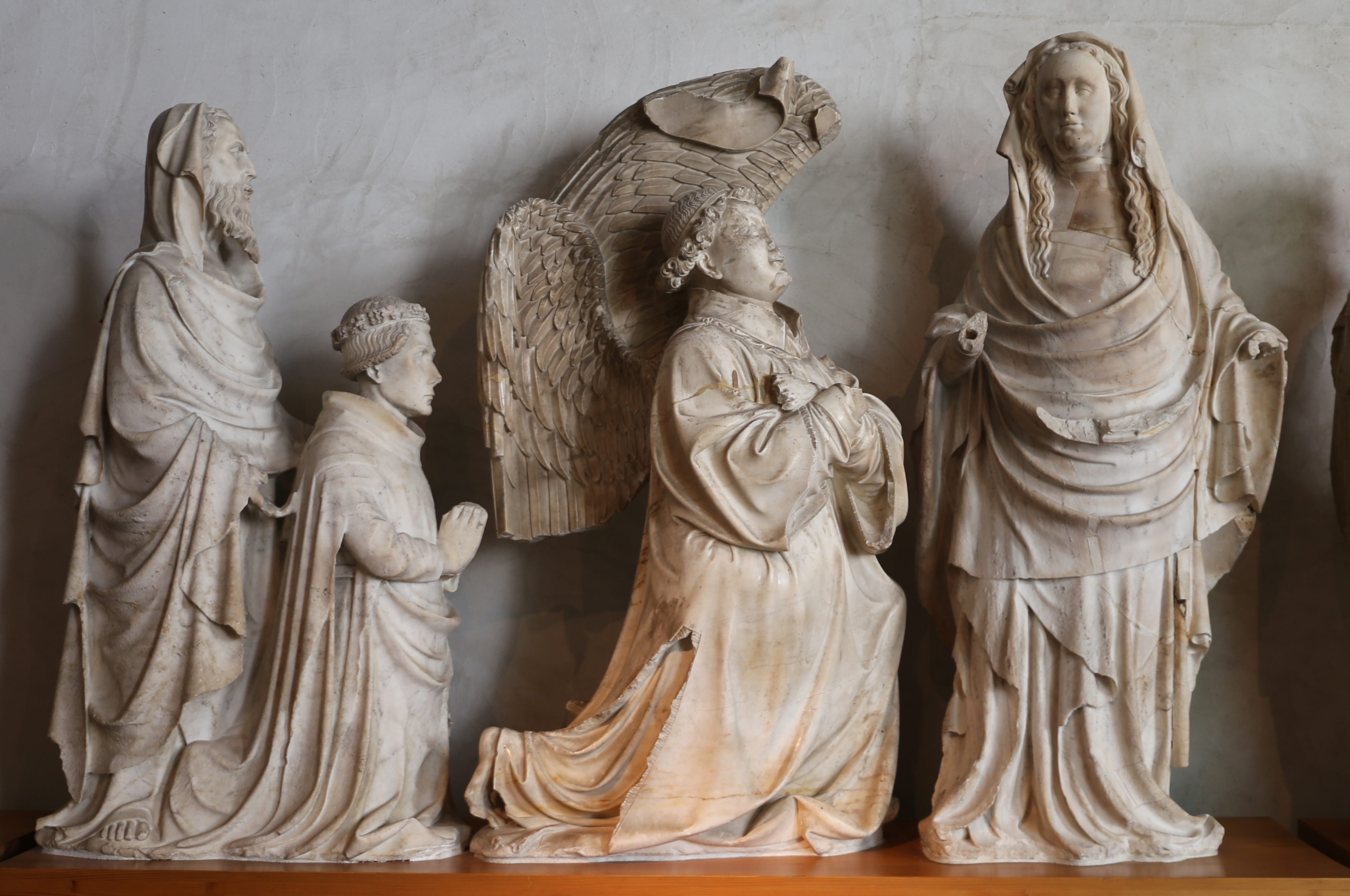
Luigi d'Orlèans presentato da un apostolo e l'Annunciazione
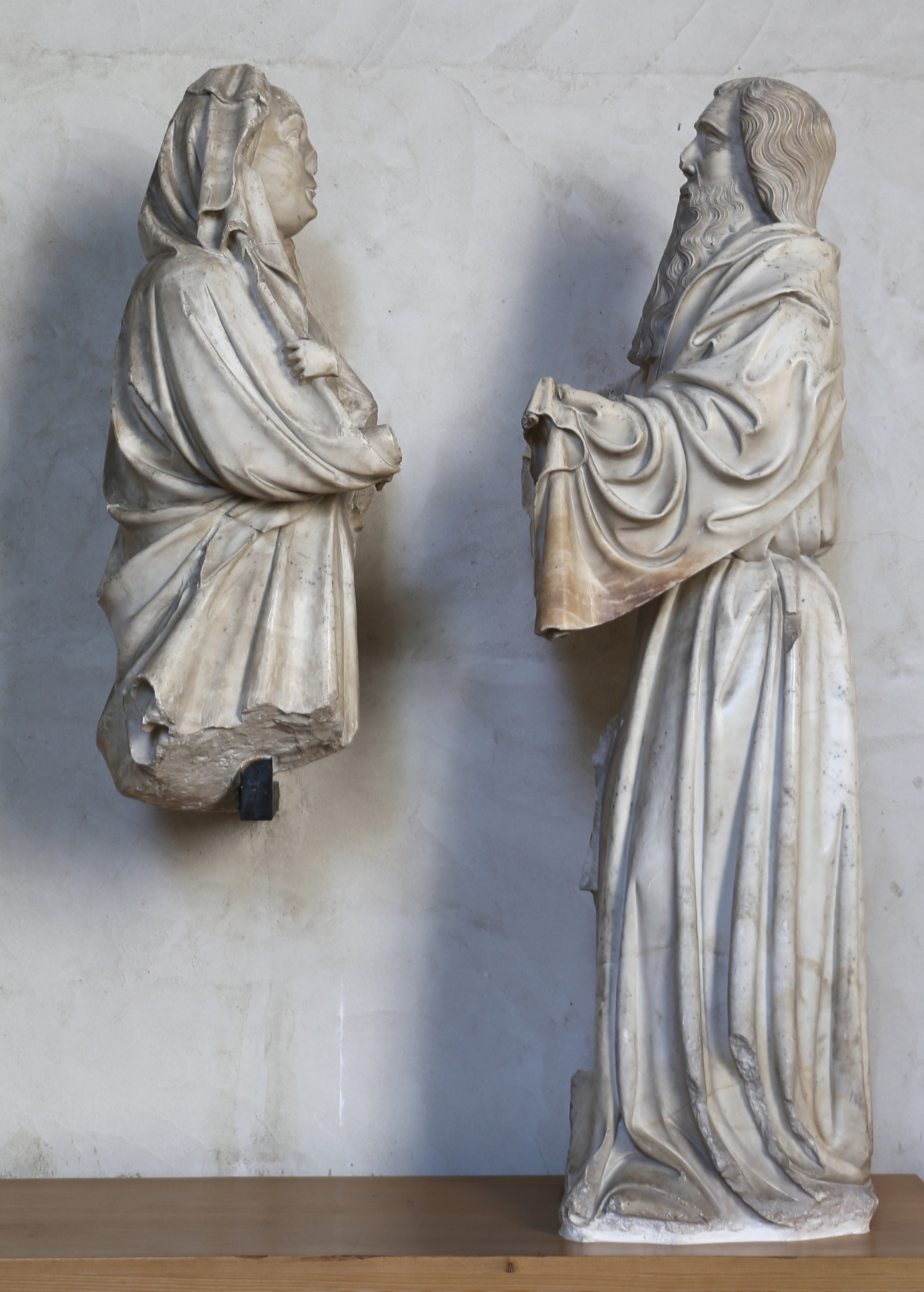
Presentazione di Gesù al Tempio
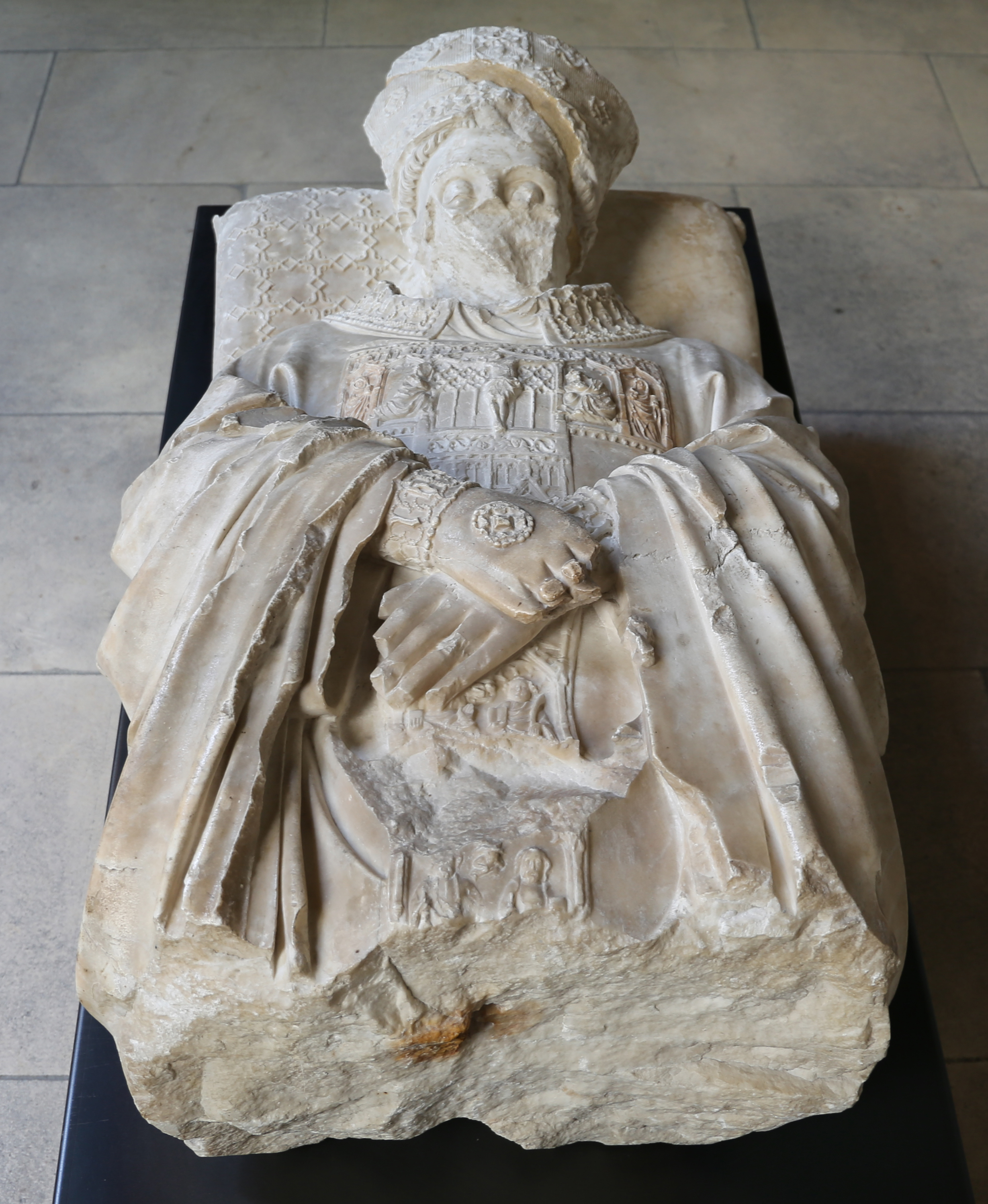
Gisant del cardinale